# Александровский сельсовет (Томский район)
Алекса́ндровский сельсове́т, в 1992—1997 гг. — Александровская сельская администрация  — упразднённое в 1997 году административно-территориальное образование в Томском районе Томской области России. Административный центр — посёлок Александровское.

## История
Образован в 1920 году и до 1924-го  входил в состав Александровской волости.
В 1925—1930 гг. входил в Томский округ: в 1925-м в составе Коларовского района, в 1925—1930 —  в составе 1-го Томского (северного) горрайона Томского округа.
В 1930—1935 — в составе Томского горрайона Западно-Сибирского края.
В 1935-1963 гг. в составе Туганского района: в 1935—1937  Западно-Сибирского края; в 1937—1944 —  Томасинлаг-спецкомендатуры ГУЛАГа в Новосибирской области; в 1944—1963 —  в Томской области.
В 1963—1991 гг. — в Томском районе Томской области.
В 1992—1997 гг. —  Александровская сельская администрация Томского района Томской области;
На основании Постановления Главы Томского района № 68 от 14.04.1997 года "О реформировании органов местного самоуправления на территории Томского района" 18 июня 1997 года образован Малиновский сельский округ путём присоединения  Александровской сельской администрации к Малиновской сельской администрации, с центром сельского округа в с. Малиновка.
В состав округа вошли населенные пункты: с. Малиновка, п. Молодёжный, п. Заречный, д. Москали, д. Малый Туганчик, с. Александровское, д. Ольговка.

## Населённые пункты
По состоянию на январь 1955 года:
Александровский сельсовет: с. Александровское, д. Балаганы, д. Круча, д. Москали, с. Малиновка (станция Туган), пос. МПС ж.д. разъезд 36-й км, пос. МПС ж.д. разъезд 42-й км.